# ハリー・ワトラス
ハリー・ワトラス（Harry Willson Watrous、1857年9月17日 - 1940年5月10日）はアメリカ合衆国の画家である。

## 略歴
サンフランシスコで生まれた。1881年からパリに5年間滞在し、私立の美術学校、アカデミー・ジュリアンや、写実主義の画家レオン・ボナのアトリエで学んだ。ジャン＝レオン・ジェロームやウィリアム・アドルフ・ブグロー、特にロマン主義の画家、ジャン＝ルイ＝エルネスト・メッソニエの影響を受けたとされる
。
1895年からニューヨークの美術学校、ナショナル・アカデミー・オブ・デザインで働くようになり、1898年から1920年は事務局を務め、1933年から1934年の間校長も務めた。人物画や夜景や静物画を描いた晩年は目を悪くし、独特な質感の女性像を描いた。

### 作品
- The Blue Goats, 1929.
- Confidences
- The Dregs, 1914.
- Fallen Pine at Hague, Lake George
- Girl with the Mirror.
- The Magician,  c.1900
- The Passing of Summer, 1912,
- The Suitors

## ジョージ湖の怪物
ワトラスは、「ジョージ湖の怪物」(Lake George Monster)として1904年にニューヨークの新聞に報じられた事件の仕掛け人であった。釣果を競う賭けの相手が、作り物の魚でからかった仕返しに3mほどの材木をつかって正体不明の生き物の像を作り、ロープで引っ張って、賭けの相手を驚かせた。30年後に種明かしをして、その時作った生き物の像はジョージ湖歴史博物館（Lake George Historical Museum）に展示されている。